# Canthium molle
Canthium molle är en måreväxtart som beskrevs av George King och James Sykes Gamble. Canthium molle ingår i släktet Canthium och familjen måreväxter. Inga underarter finns listade i Catalogue of Life.